# Municipio de Elmhurst
El municipio de Elmhurst (en inglés: Elmhurst Township) es un municipio ubicado en el condado de Lackawanna en el estado estadounidense de Pensilvania. En el año 2000 tenía una población de 838 habitantes y una densidad poblacional de 178.6 personas por km².

## Geografía
El municipio de Elmhurst se encuentra ubicado en las coordenadas 41°22′00″N 75°32′59″O / 41.36667, -75.54972.

## Demografía
Según la Oficina del Censo en 2000 los ingresos medios por hogar en la localidad eran de $47,917 y los ingresos medios por familia eran de $49,861. Los hombres tenían unos ingresos medios de $39,583 frente a los $25,625 para las mujeres. La renta per cápita de la localidad era de $17,465. Alrededor del 1,6% de la población estaba por debajo del umbral de pobreza.